# Gamay blanc Gloriod
Le  gamay blanc Gloriod est un cépage français de raisins blancs.

## Origine et répartition géographique
Le gamay blanc Gloriod fut remarqué en 1895 à Gy dans la Haute-Saône par le jardinier Émile Gloriod. Victor Pulliat l'assimilait avec le gamay et la description de Pierre Galet à Montpellier montrait un lien avec le melon.
En 1999 des chercheurs de l'Université de Californie à Davis ont soumis 322 échantillons de vigne à des analyses génétiques poussées. En tout, 16 cépages, dont le gamay blanc Gloriod, sont le résultat de croisements entre le Gouais blanc et le Pinot. Il s'agit de l'aligoté, de l'aubin vert, de l'auxerrois, du bachet noir, du beaunoir, du chardonnay, du dameron, du franc noir de la Haute-Saône, du gamay blanc Gloriod, du gamay, du knipperlé, du melon, du peurion, du romorantin, du roublot et du sacy.

## Aptitudes culturales
La maturité est de deuxième époque moyenne : 15 jours après le chasselas. 

## Potentiel technologique
Les grappes et les baies du gamay blanc sont petites. La grappe est cylindrique et serrée. Le cépage est de bonne vigueur mais la production est irrégulière. Le gamay blanc Gloriod est en voie de disparition.

## Synonymes
Pas de synonyme connu.